# Католицька церква в Лаосі
Като́лицька це́рква в Лао́сі — друга християнська конфесія Лаосу. Складова всесвітньої Католицької церкви, яку очолює на Землі римський папа. Керується конференцією єпископів. Станом на 2004 рік у країні нараховувалося близько 39 000 католиків (0,6% від усього населення). Існувало 4 діоцезій, які об'єднували 77 церковних парафій.  Кількість  священиків — 12 (з них представники секулярного духовенства — 12, члени чернечих організацій — ), постійних дияконів — 0, монахів — 2, монахинь — 83.

## Історія
Рання історія католицизму в Лаосі неясна. Відомо, що 1642 року Лаос відвідав єзуїтський місіонер Жан де Лерія (фр. Jean de Leria). Надалі нема ніяких документів, і лише 1858 року апостольський вікарій Камбоджі відіслав двох братів для організації місії в Лаосі. Низку місіонерів наприкінці XIX століття прислали з Сіаму.